# Кукуй, Илья Семёнович
Илья́ Семёнович Куку́й (род. 1970) — российский и немецкий литературовед.

## Биография
В 1992 году окончил филологический факультет Российского государственного педагогического университета имени А. И. Герцена по специальности «Учитель русского языка и литературы». Однокурсником Кукуя был поэт и будущий литературовед Пётр Казарновский.
С 1996 года живёт в Германии. В 2000 году окончил университет Билефельдский университет по специальностям «Славистика» и «Компаративистика» со степенью магистра, в 2009 году защитил диссертацию на соискание учёной степени доктора философии (PhD) об искусстве русского авангарда.
Преподавал русский язык и литературу в школах Санкт-Петербурга, в Билефельдском университете и Мюнхенском университете Людвига-Максимилиана. В настоящее время преподаёт русский язык и литературу в Институте славянской филологии (Университет Людвига-Максимилиана, Мюнхен) и является координатором языковых программ по славистике.
Составитель (совместно с Петром Казарновским и Владимиром Эрлем) фундаментального двухтомного собрания произведений Леонида Аронзона. Восстановил текст неоконченного романа Павла Зальцмана «Щенки», опубликовал другие оставшиеся в рукописях произведения писателя.

## Семья
Жена — пианистка Дина Угорская (1973—2019).

## Награды и премии
- Международная отметина имени отца русского футуризма Давида Бурлюка[2]